# Dedil
Se llama dedil a una especie de medio guante con que el zapatero envuelve la mano para resistir el trabajo. 
A tal efecto, se corta el dedil ordinariamente de un pedazo de cuero de becerro sacado de la cabeza de la piel. Un buen dedil debe ser redondo, bien cosido, tener el largo de la palma de la mano de modo que la envuelva por completo. Se practica en él una y algunas veces dos aberturas que sirven para fijarlo, pasando entre el índice y la parte superior del pulgar que queda libre como la parte inferior de los otros dedos; sin esta precaución el artesano correría el riesgo de rasgar la epidermis y herir la palma de la mano izquierda, fuertemente comprimida por las vueltas del hilo sobre que apoya y sobre todo, por los repetidos esfuerzos para apretar y afirmar con tracciones las costuras que ejecuta en las suelas fuertes. Para la mano derecha esta precaución es inútil; basta al trabajador hacer alrededor del mango de la lezna con que taladra el cuero, una o dos circunvoluciones con lo que resta de hilo; son más que suficientes para servirle de punto de apoyo en los esfuerzos que tiene que repetir desde la primera hasta la última puntada de una costura. 